# Wila
Wila és un municipi del districte de Pfäffikon en el cantó de Zúric de Suïssa. Està situat en el la vall superior Töss i tè una àrea de 9,2 km². El 2007 tenia 1.903 persones de les quals un 9.4% eren estrangers. L'any 2000, la majoria de la població parlava alemany (92.4%), sent l'albanès la segona llengua mes parlada (1.9%) i la tercera l'italià.